# Liste der Einträge im National Register of Historic Places im DeKalb County (Alabama)
Die Liste der Registered Historic Places im DeKalb County in Alabama führt alle Bauwerke und historischen Stätten im DeKalb County auf, die in das National Register of Historic Places aufgenommen wurden.

## Aktuelle Einträge
| Lfd. Nr. | Name                                             | Bild | Datum der Eintragung | Adresse/Lage | Ort          | ID-Nr.   | Beschreibung |
| -------- | ------------------------------------------------ | ---- | -------------------- | --- | ------------ | -------- | ------------ |
| 1        | Alabama Builders’ Hardware Manufacturing Company |      | 8. Mai 1986          | 204 Eighth St. NE | Fort Payne   | 86000999 |              |
| 2        | Alabama Great Southern Railroad Passenger Depot  |      | 10. Sep. 1971        | NE 5th St. | Fort Payne   | 71001070 |              |
| 3        | Cherokee Plantation                              |      | 29. Nov. 1984        | 100 Cherokee Dr. N. E.                                                                                                  | Fort Payne   | 84000384 |              |
| 4        | Collinsville Historic District                   |      | 29. März 2006        | Valley Ave., Main St. and Grand Ave.                                                                                    | Collinsville | 06000181 |              |
| 5        | Dr. J. A. Gorman House                           |      | 16. Feb. 1996        | Lookout St. | Mentone      | 96000045 |              |
| 6        | Fort Payne Boom Town Historic District           |      | 21. Apr. 1989        | Roughly Gault St. from 4th St. NE. to 6th St. NE.                                                                       | Fort Payne   | 89000308 |              |
| 7        | Fort Payne Main Street Historic District         |      | 21. Apr. 1989        | Roughly Gault Ave. from 2nd St. NE. to 2nd St. NW.                                                                      | Fort Payne   | 89000307 |              |
| 8        | Fort Payne Opera House                           |      | 28. Apr. 1970        | 510 Gault Ave. N | Fort Payne   | 74002262 |              |
| 9        | Fort Payne Residential Historic District         |      | 4. Mai 1988          | Roughly bounded by Forrest Ave. and Elm St., Fifth St. NW, Grand and Alabama Aves., and Fourth St. SW and Second St. NW | Fort Payne   | 88000444 |              |
| 10       | Mentone Springs Hotel                            |      | 20. Okt. 1983        | AL 117 | Mentone      | 83003445 |              |
| 11       | Vance C. Larmore House                           |      | 23. März 2004        | 810 Cty Rd. 606 | Hammondville | 04000232 |              |
| 12       | Winston Place                                    |      | 19. März 1987        | Off AL 117 | Valley Head  | 87000476 |              |